# Pense em Mim
"Pense em Mim" (en español, Piensa en mi) es una canción compuesta por Douglas Maio, José Ribeiro y Mario Soares   y grabada por el dúo country brasileño Leandro e Leonardo en el álbum Leandro e Leonardo Vol.4.
Con un arreglo que utiliza el sintetizador para reproducir cuerdas y metales, la grabación se abre con un solo de saxofón en 16 compases, seguido de la sencilla estructura de la canción: parte A, estribillo, parte B, se repite la introducción, parte B, estribillo, repite el coro. Tanto en instrumentación como en temática, "Pense em Mim" muestra una adaptación del estilo country al gusto del público urbano, en un intento de desvincular al dúo del mundo rural y ampliar su alcance.
La estrategia tuvo éxito: lanzado junto con el álbum en enero de 1990, "Pense em Mim" fue uno de los mayores éxitos del dúo, alcanzando el sexto lugar en las listas nacionales. El CD vendió más de 2,85 millones de copias en Brasil. La canción, bajo el nombre de Piensa en mi, sería incluida en su primer disco en español lanzado en 1995 y lanzado como primer sencillo del mismo, transformándose en éxito en América Latina.
Todavía a principios de los años 90, la canción fue versionada por la banda de rock Patrulha 66 (en ese momento, todavía conocida como Patrulha 666). Posteriormente, también sería regrabado por artistas como Hebe Camargo (en el CD Pra Você, de 1998), Marília Pera (en Estrela Tropical, de 2000, en un popurrí con "Que Raio de Amor é Esse?") y Olívia Byington (Perto, 2009).